# Belfast Harlequins Rugby Football Club
Dernière mise à jour : 14 mai 2012.
Les  Belfast Harlequins RFC est la section rugby du club omnisports (rugby à XV, hockey sur gazon, squash) des Belfast Harlequins, basé dans la ville de Belfast, en Irlande du Nord. Elle évolue dans le championnat irlandais de deuxième division. Le club est affilié à la fédération de l'Ulster et ses joueurs peuvent être sélectionnés pour l’équipe représentative de la région, Ulster Rugby.

## Histoire
Les Belfast Harlequins naissent en 1999 de la fusion de deux clubs de cricket, Belfast Collegians (club des anciens élèves du Methodist College de Belfast, fondé en 1890), et North of Ireland FC (« North » ou « NIFC », fondé en 1859, plus ancien club d’Irlande après University College Dublin en 1857). Ces deux grands clubs étaient alors en crise — Collegians dernier de Division 4 et exclu de la Ligue, NIFC relégué en Division 2 et la fusion était le seul moyen de tenter d’enrayer le déclin. Le nouveau club a déjà emporté trois fois le championnat d’Ulster et deux fois la Coupe nationale. Il évolue en Première division du championnat d’Irlande. Les couleurs sont un panachage de celles de ces deux clubs (Collegians jouait en maillot grenat et blanc, short marine, North en maillot rouge, noir et ciel, short noir).

## Palmarès
- Championnat d'Ulster
  - Vainqueur (4) : 2003, 2004, 2005, 2007
- Coupe d'Ulster (Ulster Senior Cup) 
  - Vainqueur (2) : 2001, 2006
  - Finaliste (2) : 2005, 2007
- Équipe réserve : 
  - Ulster Junior League (1) : 2004

## Joueurs célèbres
Peu de joueurs des Harlequins ont encore porté le maillot de l'équipe d'Irlande. Parmi eux : 
- Neil Best
- Rory Best
- Simon Best
- Tommy Bowe
- Kevin Maggs
- Roger Wilson